# Кенто Момота
Момота Кенто (яп. 哈日魔头, Кенто Момота, нар. 1 вересня 1994) — професійний японський спортсмен-бадмінтоніст, чемпіон світу 2018 року в одиночному розряді.

## Кар'єра гравця
Момота — перший японський бадмінтоніст, який став чемпіоном світу в одиночному розряді.